# Fritz Zuber-Bühler
Fritz Zuber-Bühler (Le Locle, 6 novembre 1822 – Parigi, 23 novembre 1896) è stato un pittore svizzero.
Studiò e lavorò sempre a Parigi e fu, in senso pieno, un pittore accademico. 

## Biografia
Frédéric Zuber-Bühler, detto Fritz Zuber-Bühler, 
nacque a Le Locle, nel Cantone di Neuchâtel e iniziò la sua carriera artistica imparando il disegno e l'arte dell'incisione dal nonno materno.
Trasferitosi a Parigi all'età di sedici anni ebbe come primo maestro il pittore suo compatriota Louis Grosclaude. Studiò quindi all'École des Beaux-Arts di Parigi, per poi perfezionare la sua tecnica nell'atelier di François-Édouard Picot, di cui fu allievo. Si inserì quindi nella stessa linea stilistica di altri e più noti pittori accademici a lui contemporanei, come Léon Bazile Perrault, William Bouguereau e Alexandre Cabanel. In seguito cercò per qualche tempo l'ispirazione recandosi in Italia nel 1841 e, forse, studiò anche a Berlino fra il 1843 e il 1844.
Dopo aver trascorso cinque anni all'estero tornò a Parigi, dove espose per la prima volta al Salon del 1850. Nei Salon successivi espose opere realizzate su differenti supporti: oli, disegni, pastelli e acquarelli.

I suoi soggetti, coerentemente con la scuola accademica, erano mitologici e religiosi, oltre ai ritratti eseguiti su ordinazione. Il suo stile, sotto l'influenza di Bouguereau, di Delaroche e di Couture attinge, in modo molto personale e affettuoso, alla fantasia e all'amore idilliaco. Noto per le sue decorazioni oniriche, Zuber, per le sue composizioni ricche di particolari, per i tratti precisi, e ancora per le sue figure femminili addormentate (uno dei suoi temi romantici idealizzati), divenne uno dei pittori più popolari della sua epoca. Negli Stati Uniti ottenne un successo notevole, specialmente alla "Pennsylvania Academy of the Fine Arts", dove espose principalmente.
Fu presente al Salon di Parigi sino al 1891, data in cui la tradizione accademica europea che egli incarnava era ormai totalmente passata di moda.
Frédéric Zuber-Bühler si spense a Parigi a 74 anni, dopo aver condotto con grande efficacia e dignità l'Arte accademica nel cuore degli anni di fine secolo,
quando ormai ben altre scuole pittoriche dominavano la scena dell'Arte. Ciò forse si deve alla sua sensibilità per espressioni, soggetti e atmosfere ricche di umanità
che egli, al contrario di altri artisti accademici, sapeva profondere nelle sue composizioni.

## Alcune opere
- A reclining beauty -  (Una bellezza sdraiata)
- Birth of Venus     - (La nascita di Venere)
- Children with kitten - (Bambini con un gattino)
- Dressing up -         (Vestirsi)
- Dust returns to dust and the Spirit rises up to the God who gave it - (La polvere torna polvere e lo Spirito sale a Dio)
- Idill at Waldinneren - (Idillio a Waldinneren)
- Girl with wreath  -   (Ragazza con ghirlanda)
- Innocence -  (Innocenza)
- Madame Marquise   -   (La signora marchesa)
- Marie Heilbron    -  (Maria Heilbron)
- Maternity         -   (Maternità)
- Young girl        -  (Giovanetta)
- Spirit of the Morning - (Lo spirito del mattino)

- The cherry thieves -  (Ladri di ciliegie)
- The childhood of Bacchus - (L'infanzia di Bacco)
- The Dew - (La brina)
- The first cherries  -  (Le prime ciliegie)
- The Gypsy - (La zingara)
- The Lesson -       (La lezione)
- The Madonna and the child Jesus - (La Madonna e il bambino Gesù)
- The pet kitten -      (Il gattino)
- The third Thursday in Lent - (Il terzo giovedì di quaresima)
- Tickling the baby  -  (Solleticando il bambino)
- Young beauty holding a bouquet of flowers -  (Giovane bellezza con un mazzo di fiori)
- Young girl holding a doll -  (Giovinetta con bambola)
- Young girl with a curly dog - (Giovinetta con un cane riccioluto)
- Young girl with a bouquet of flowers - (Giovinetta con mazzo di fiori)

## Voci correlate

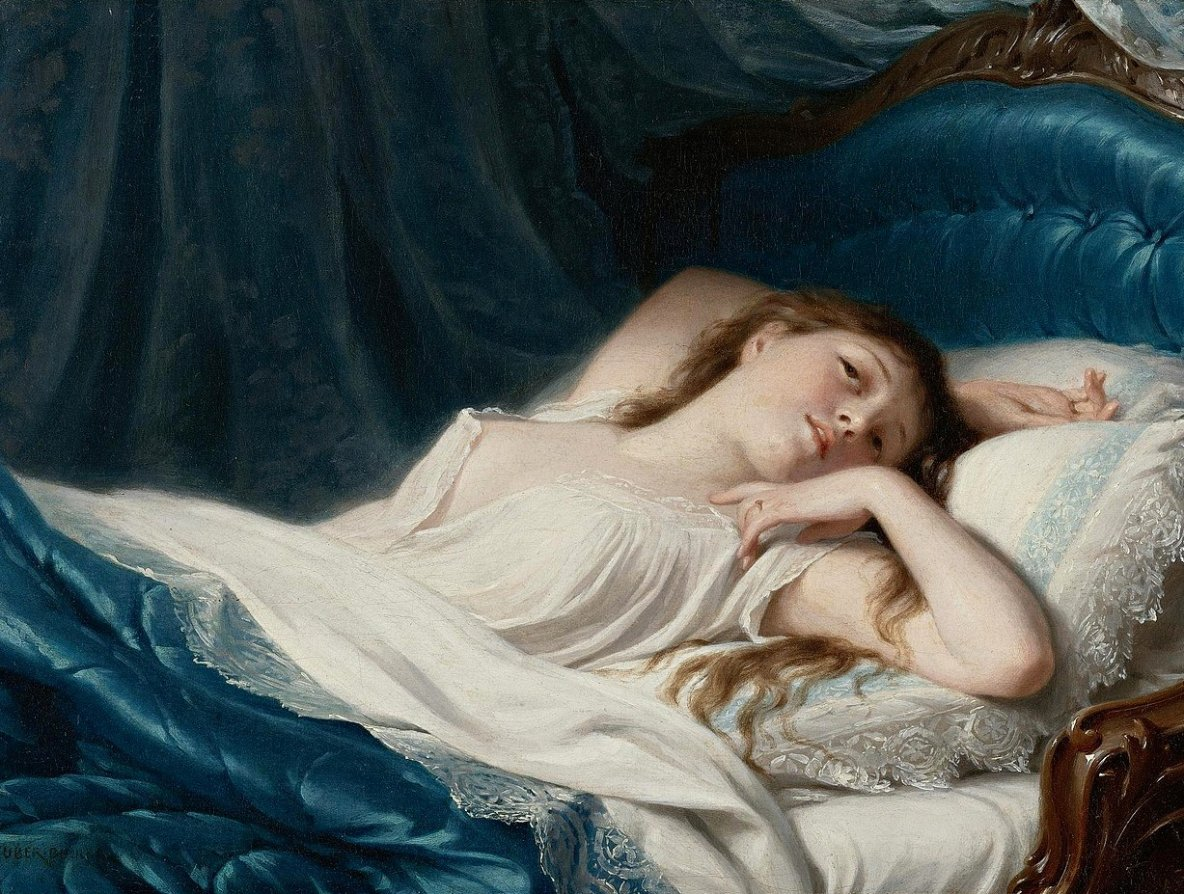
Nelle braccia di Morfeo

## Galleria d'immagini

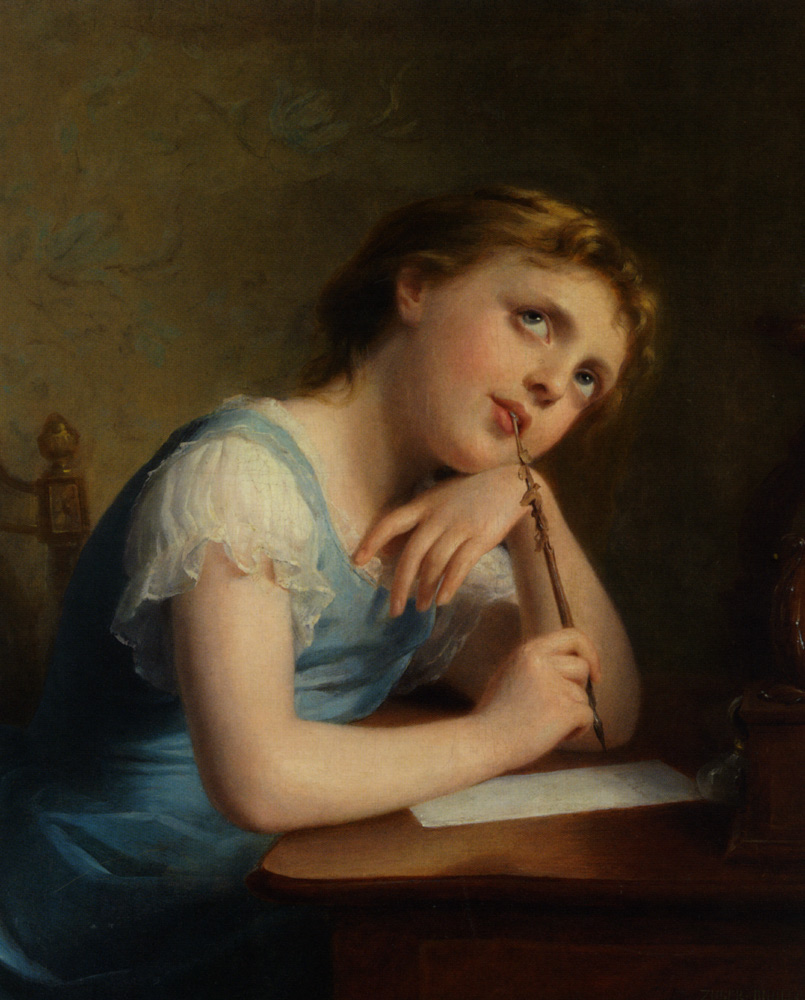
Pensieri lontani
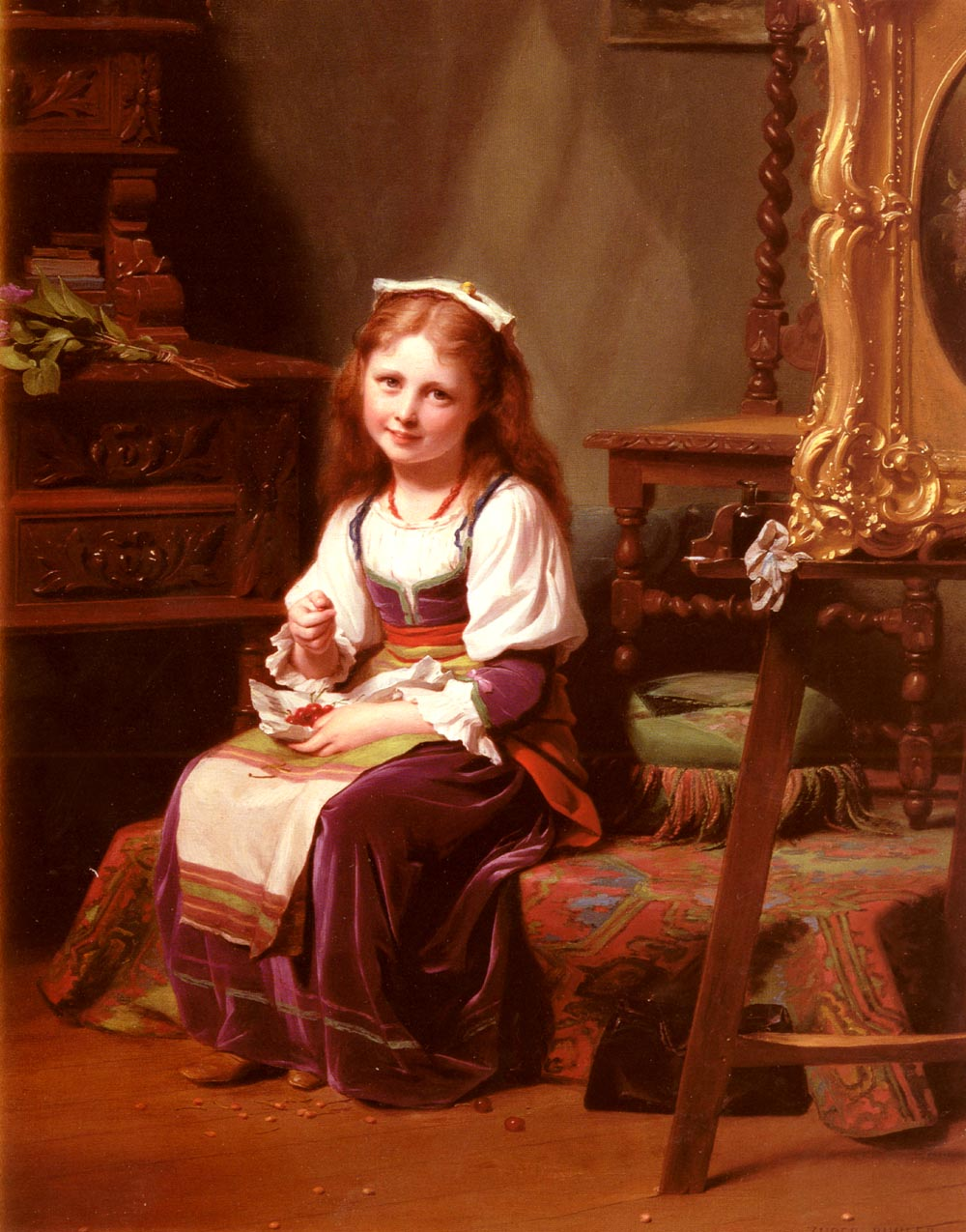
Le prime ciliegie
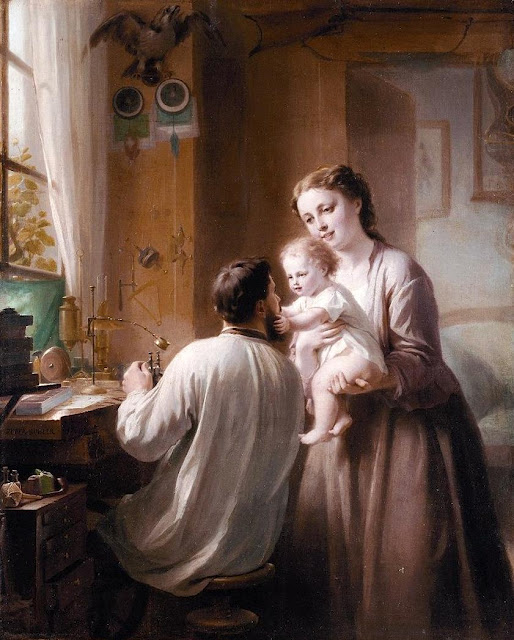
La famiglia dell'orologiaio
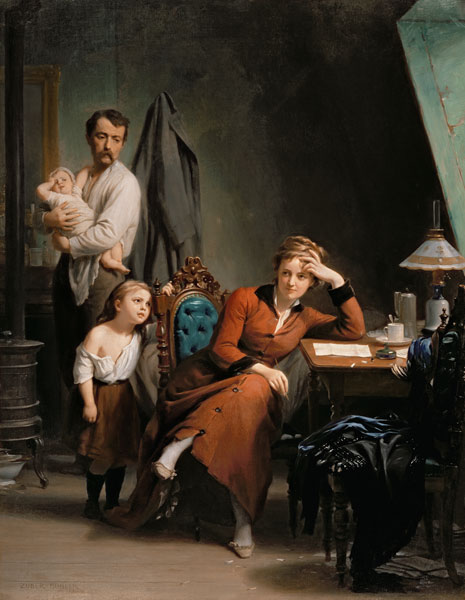
La poetessa
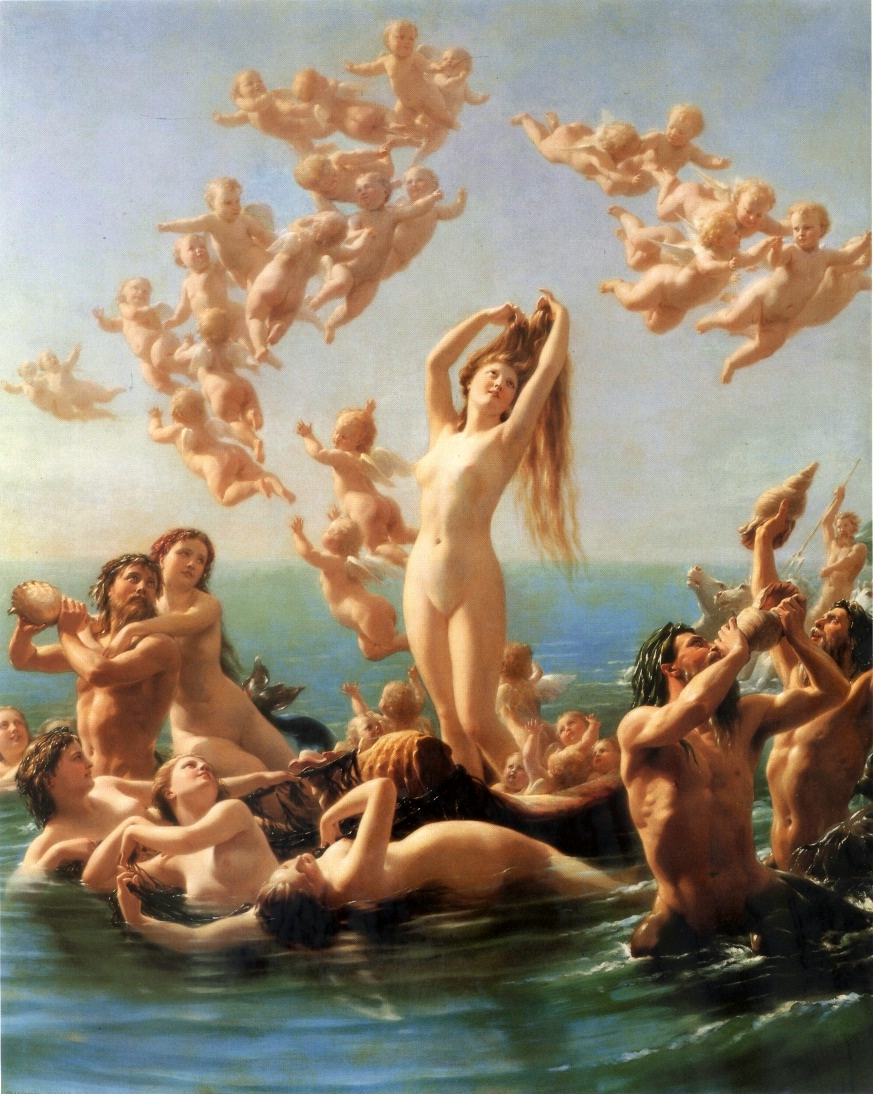
La nascita di Venere